# Setren (Slogohimo)
Setren is een bestuurslaag in het regentschap Wonogiri van de provincie Midden-Java, Indonesië. Setren telt 2075 inwoners (volkstelling 2010).